# 중심성 (성)
중심성(衆心城)은 인천광역시 계양구와 서구의 경계에 위치하던 둘레 471m의 성이다. 1883년 고종의 명으로 축조되었으나, 1914년 헐렸다. 성이 있던 경명현(景明峴, 징매이고개)는 서해안부터 한강까지 모두 조망되는데다가 도성으로 통하는 요충지였다. 현재는 징매이고개 생태통로 인근에 표지석이 설치되어 있다.